# Burial (album sastava Death in June)
Burial je drugi album engleskog neofolk sastava Death in June. Objavljen je 15. rujna 1984.

## Popis pjesama
| Br. | Skladba                           | Trajanje |
| --- | --------------------------------- | -------- |
| 1.  | »Death of the West«               | 2:10     |
| 2.  | »Fields«                          | 2:45     |
| 3.  | »Nirvana«                         | 2:46     |
| 4.  | »Sons of Europe«                  | 2:48     |
| 5.  | »Black Radio«                     | 6:55     |
| 6.  | »Till The Living Flesh is Burned« | 7:21     |
| 7.  | »All Alone in Her Nirvana«        | 3:51     |
| 8.  | »Fields«                          | 3:33     |
| 9.  | »We Drive East«                   | 3:40     |
| 10. | »Heaven Street«                   | 6:42     |

## Vanjske poveznice
- Burial na Discogsu